# 신하마촌 (효고현)
아카호촌(新浜村)은 효고현 아코군에 있던 촌이다. 현재의 아코시에 해당한다.

## 역사
- 1889년 4월 1일 - 정촌제 시행에 의해 근세이후의 신하마촌이 단독으로 자치체를 형성하였다.
- 1937년 4월 1일 - 아코정에 편입해 동일 신하마촌은 폐지되었다.

## 참고문헌
- 가도카와 일본지명 대사전 28권 효고현